# 氣旋蒂珞
氣旋蒂珞（挪威气象研究所命名為「安潔雅」 ），是一股在2007年11月上旬影響北歐與西歐的歐洲風暴，其結構包含轉換性質為溫帶氣旋的颶風諾埃爾，進而導致洪災的發生，主要在11月8日至9日期間影響比利時、丹麥、德國、尼德蘭、挪威及英國的海岸線。

## 氣象歷史
氣旋蒂珞在11月7日逐漸吸收已轉性為溫帶氣旋的颶風諾埃爾，而後蒂珞迅速增強；然而高速氣流受到愛爾蘭以西的高壓脊的作用下，向北轉移越過格陵蘭島進入歐洲，導致其路徑詭譎，此路徑被認為是潛在造成破壞的因素之一，蒂珞的路徑一路從挪威海移動至北海，然後經過英格蘭東岸及荷蘭與德國海岸，並帶來超過3公尺的瘋狗浪。

## 影響

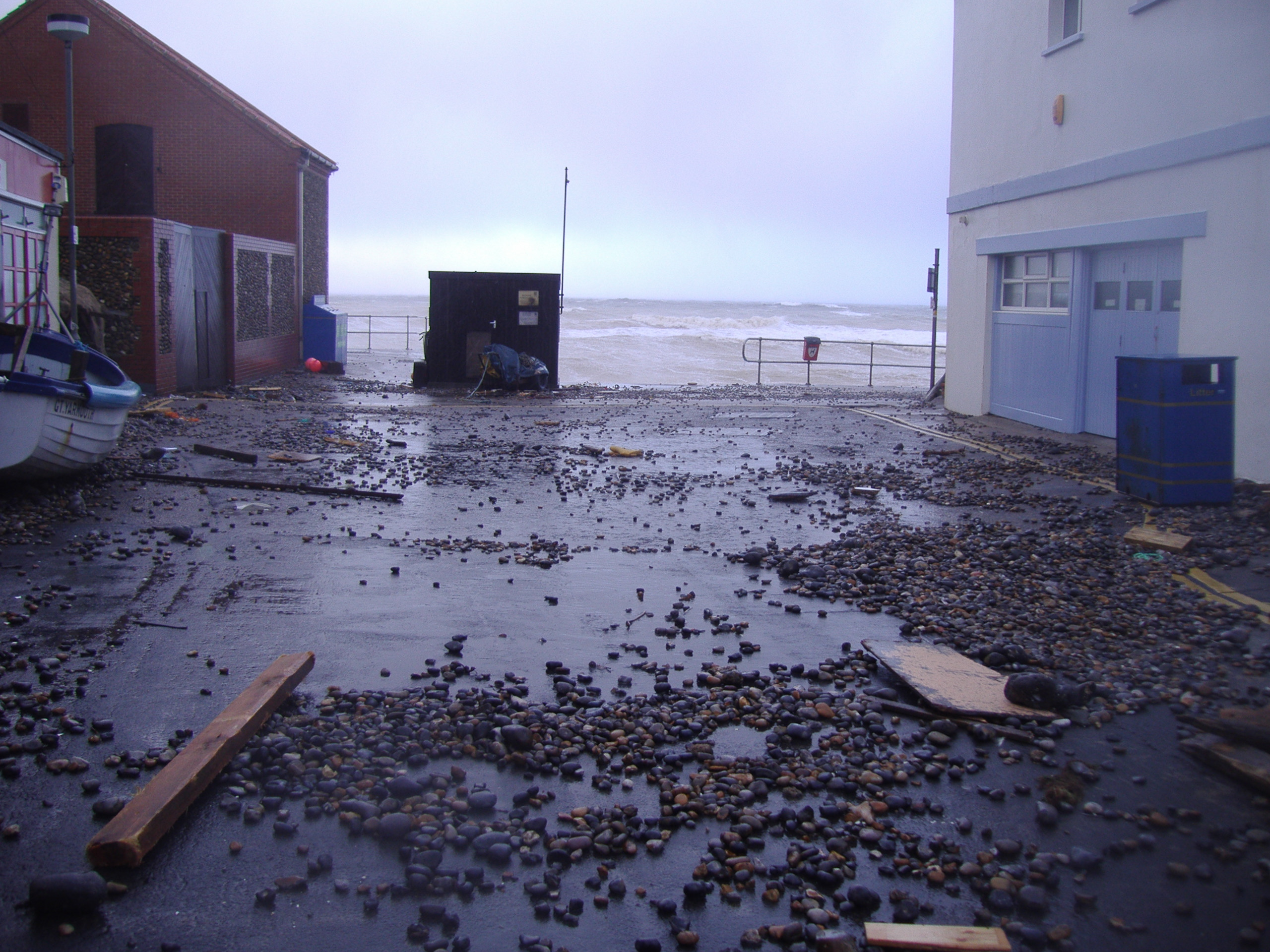
諾福克郡謝林漢姆地區災後狀況。

氣旋蒂珞被預測其所造成的波濤與洪水會越過堤岸，造成嚴重的水災，但最終其所帶來的風暴潮僅比預測的低20公分，損失相對較小，其風暴潮的水位僅低於大雅茅斯的海堤10公分。而在蒂珞的影響期間，鹿特丹的馬仕朗防風暴大壩首次關閉，為自1997年落成後首次。挪威的石油平台亦因風暴而關閉，受停止的服務包含菲力斯杜港及路線浸水的洛斯托夫特及諾里奇間往返的鐵路系統。
受到此氣旋的影響，奧克尼、凱瑟尼斯及薩瑟蘭皆有學校停課，據報導指出，此氣旋被測得高達100英里每小時（45每秒；160每小時）的陣風並帶給蘇格蘭高地該年初雪，格蘭扁有4000戶家庭停電，並有部分屋頂及樹木被吹倒。在風暴期間，行經阿伯丁與彼得黑德間的A90公路有一輛卡車遭炸毀而關閉，阿伯丁郡薄荷勞亦發生有雙層巴士被炸離公路的事件。弗雷澤堡地區也有人回報在風暴期間，部分地區有屋頂被吹翻的情形。

## 災後事件

### 小海雀大量出現
受到氣旋影響後，發現小海雀創紀錄從法恩群島向北遷徙，11月9日共計有18371隻移動，為先前紀錄的兩倍，11月10日及11月11日亦分別觀察到有7143隻及28803隻移動。

### 政府建築遭損毀
北諾福克區議會尋求英國政府從貝溫自然災害計畫中獲得賠償，其中包含了受到此次氣旋損壞的議會長廊的扶手及議會擁有的海灘小屋，這兩個項目所評估的金額分別約為2萬英鎊及4萬英鎊，此外亦針對克羅默的碼頭進行鋼筋檢查，該區域的劇院建築的地板也有毀損情形。

## 註解
1. ↑  「堤岸」指的是用以防止水患的擋水建築[5]。

## 外部連結
- （英文）National Oceanography Centre movie model of surge
- （英文）Parker and Foden (2009) High-resolution Measurement of a North Sea Storm Surge. （页面存档备份，存于）
- （英文）"Storm Surge, Seaham, County Durham" （页面存档备份，存于）